# Microibidion exculptum
Microibidion exculptum là một loài bọ cánh cứng trong họ Cerambycidae.